# スターリィパレット
『スターリィパレット』は、DMM GAMESより配信されていたスマートフォン用ゲームアプリ。2018年11月21日サービス開始。基本プレイ無料 (アイテム課金制)。2019年9月6日をもってサービス終了。ゲームとしては終了したが、プロジェクトはメインシナリオ・スチルの無料公開と共に再始動した。

## 概要
2016年3月にDMM.com OVERRIDEから『新作アイドルプロジェクト発表会』にてPCブラウザ・スマートフォン向けタイトルとして正式発表。技術的な面で一旦企画・開発を中断、その後内容をリニューアルしスマートフォン版のみを2018年11月より配信開始。ブラウザ版についても改めてリリース予定としていたが、後に開発中止となっている。
2019年9月6日にスマートフォン用アプリのサービスが終了。なおDMMは本作品のプロジェクトについて、権利を担当プロデューサーへ譲渡し今後はプロデューサーの主導のもとプロジェクトの継続と再始動が行われるとしている。2020年3月3日より再始動し、その後、2021年2月27日にYouTube上にて1stドラマライブを開催。
聖華学園アイドル部に所属する9人の男子生徒が、様々な試練や困難に立ち向かい成長していく物語。ゲームのプレイヤーはアイドル部のマネージャーとして登場する。

## 登場人物

### stirRhythm（ステアリズム ）
星野紅葉
声 - 鈴木裕斗
アイドル部のムードメーカーな高1。サイクリングが好き。特技は手品。
辻石海都
声 - 増田俊樹
アイドルとしての成功を一心不乱に目指す高1。100均ショップへ行くのは好き。ダンスと歌は昔から得意。
五十嵐一雪
声 - 榎木淳弥
人前に立つのが苦手な高1。特技はピアノと着付け。
向日葵
声 - 河本啓佑
他者を助けようとする人情深い高2。アクションゲームが好き。
紫藤董哉
声 - 木村昴
自信家でナルシストだが不器用な一面もある高2。写真に映るときに瞬時にポーズを決められる。
暮内ゆうひ
声 - 桐明衝
口数が少なく表情も乏しい高2。左目が髪で隠れている。おとなしくてかわいい生き物が好き。
櫻井桃真
声 - 蒼井翔太
母親に勧められて中2でアイドル部に入部した。可愛いものが大好きで、アイスクリームが好物。
有墨昴
声 - 伊原辰
なんでもそつなくこなしてしまう高3。面倒くさがりで昼寝が好き。
浅田葉一
声 - 小野友樹
しっかり者で苦労性な高3。勉強と家事全般が得意。
灰音 克己
声 - 谷山紀章
聖華学園アイドル部の指導役。口は悪いがいつでも正論で、stirRhythmの進むべき道をきちんと考えている。

## Webラジオ
スタパレディオの番組名で2016年4月4日から8月29日の後、休止を挟んで2018年2月7日から2019年5月1日まで、HiBiKi Radio Stationで毎月第一水曜日に配信されていた。パーソナリティーは星野紅葉役の鈴木裕斗と、辻石海都役の増田俊樹。